# Saito Ryusei
Ryusei Saito (齊藤隆成 Saito, Ryusei, sinh ngày 30 tháng 4 năm 1994 ở Tondabayashi, Osaka) là một cầu thủ bóng đá người Nhật Bản thi đấu cho Fujieda MYFC.

## Thống kê câu lạc bộ
Cập nhật đến ngày 23 tháng 2 năm 2016.
| Thành tích câu lạc bộ | Thành tích câu lạc bộ | Thành tích câu lạc bộ | Giải vô địch | Giải vô địch | Cúp                   | Cúp                   | Tổng cộng | Tổng cộng |
| Mùa giải              | Câu lạc bộ            | Giải vô địch          | Số trận      | Bàn thắng    | Số trận               | Bàn thắng             | Số trận   | Bàn thắng |
| Nhật Bản              | Nhật Bản              | Nhật Bản              | Giải vô địch | Giải vô địch | Cúp Hoàng đế Nhật Bản | Cúp Hoàng đế Nhật Bản | Tổng cộng | Tổng cộng |
| --------------------- | --------------------- | --------------------- | ------------ | ------------ | --------------------- | --------------------- | --------- | --------- |
| 2013                  | SP Kyoto FC           | JFL                   | 2            | 0            | 0                     | 0                     | 2         | 0         |
| 2014                  | SP Kyoto FC           | JFL                   | 11           | 2            | –                     | –                     | 11        | 2         |
| 2015                  | FC Osaka              | JFL                   | 26           | 0            | 1                     | 0                     | 27        | 0         |
| Tổng cộng sự nghiệp   | Tổng cộng sự nghiệp   | Tổng cộng sự nghiệp   | 39           | 2            | 1                     | 0                     | 40        | 2         |